# Merkur (Metallspielzeug)

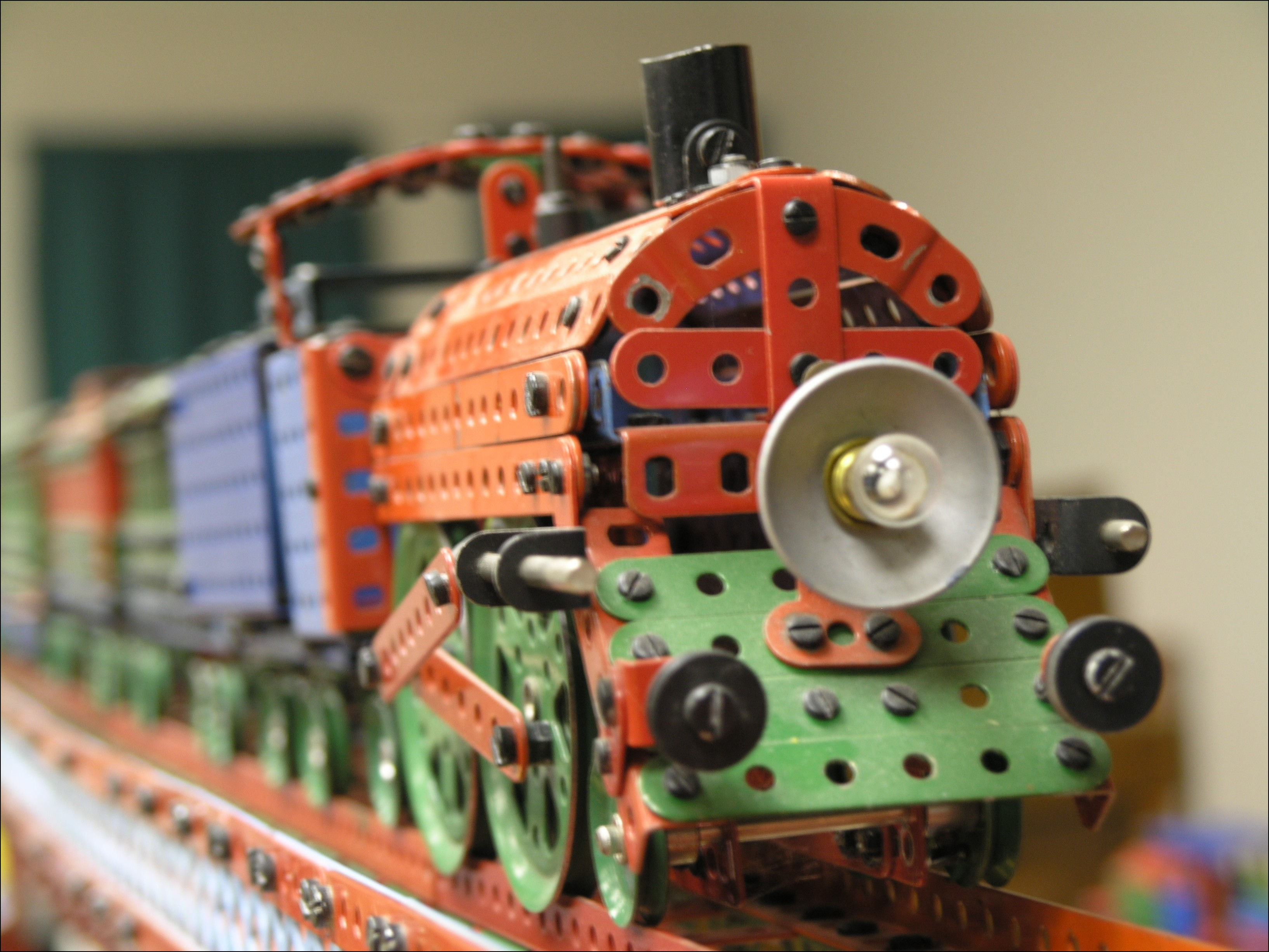
Lokomotive aus Merkur-Konstruktionsteilen

Merkur (Merkurtoys s.r.o.) ist ein Spielwarenhersteller im tschechischen Police nad Metují. Er fertigt Metallbaukästen und Modelleisenbahnen und vertreibt sie weltweit.

## Geschichte
Das Unternehmen wurde im Jahr 1920 vom tschechischen Erfinder Jaroslav Vancl (1890–1980) gegründet. Vancl hatte Metallspielzeug unter der Firmenbezeichnung Inventor patentieren lassen, bei dem die Metallteile ähnlich wie im Gerüstbau mit Haken verbunden wurden. 1925 entstand der erste Konstruktionsbaukasten Merkur mit farbig lackierten Metallteilen, die mit Schrauben und Muttern verbunden werden konnten. Im gleichen Jahr wurde das Unternehmen in Merkur umbenannt. In den 1930er und 1940er Jahren wurde die Produktpalette auf bis zu sieben unterschiedliche Merkur-Metallbaukästen erweitert. Ab 1933 wurde der Elektrobaukasten Elektrus entwickelt.
Um das Jahr 1930 begann Merkur mit dem Bau von Modelleisenbahnen der Spur 0 mit Wechselstromantrieb. Es gab verschiedene Spur-0-Lokomotivmodelle und eine begrenzte Anzahl von Wagenmodellen in unterschiedlichen Farbvarianten.
Während des Zweiten Weltkriegs wurde die Spielzeugproduktion wegen fehlender Rohstoffe weitgehend eingestellt und 1947 wieder aufgenommen. Anfang der 1950er Jahre wurde Vancls Fabrik verstaatlicht und 1953 unter der Firmenbezeichnung Kovopodnik nach Broumov verlegt. Ab 1955 stellte das Unternehmen neue Serien von Konstruktionsbaukästen und Modellbahnen her und vertrieb sie in ganz Europa. Die Produktion der metallenen Spur-0-Modelleisenbahnen wurde 1968 eingestellt.
Nach der Samtenen Revolution wurde die Firma unter der Bezeichnung Komeb zunächst von der Belegschaft weitergeführt, ging 1993 in Konkurs und wurde vom Unternehmen Cross des Ingenieurs Jaromír Kříž übernommen. Die Produktion wurde Mitte der 1990er Jahre wieder aufgenommen und die Produktpalette erheblich erweitert.

## Museum

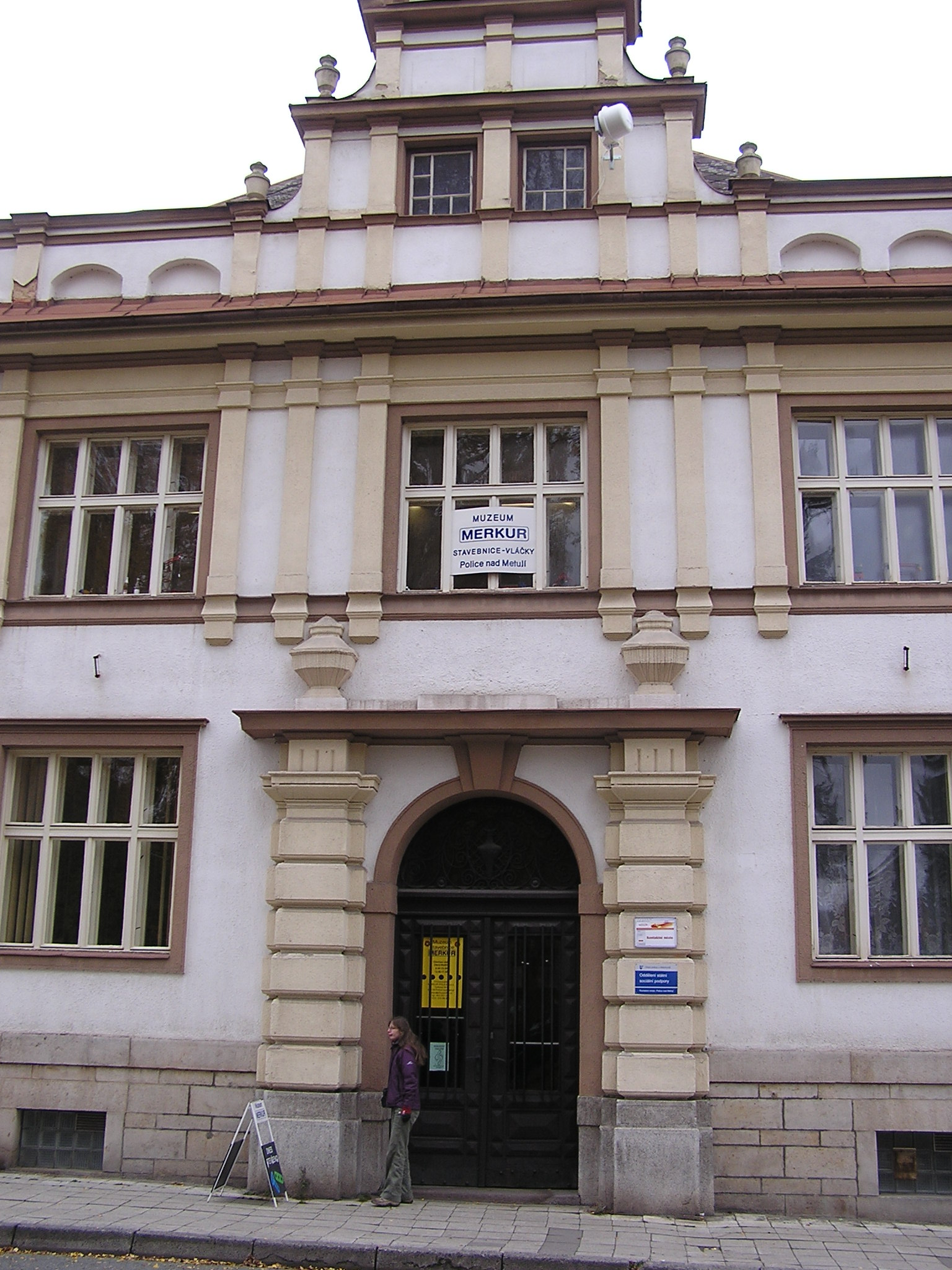
Merkur-Museum in Police nad Metují

In Police nad Metují wurde 2006 das Muzeum stavebnice Merkur (Baukastenmuseum Merkur) gegründet. Zu den Exponaten gehören ein großes Modell der Stahlstadt von Jules Verne aus Merkur-Konstruktionsteilen, -Modelleisenbahnen und -Metallbaukästen, der älteste Inventor-Bausatz aus dem Jahr 1920 sowie technisches Spielzeug aus aller Welt.